# Viorel Anghelinei
Viorel Anghelinei (n. 16 februarie 1959, Galați) este un fost fotbalist român, care ulterior a devenit arbitru. Ca jucător a evoluat pe postul de fundaș.
A jucat 162 de meciuri în Divizia A, marcând două goluri, plus alte aproape 100 de meciuri în Divizia B, unde a marcat 13 goluri.
În 1993, la 34 de ani, a renunțat definitiv la cariera de jucător și s-a dedicat arbitrajului, obținând în 1997 ecusonul FIFA, pe care l-a deținut până în 2002. Cu Oțelul Galați a jucat în Cupa UEFA contra lui Juventus Torino.
În 2005 a deținut funcția de președinte al clubului de fotbal Oțelul Galați, până la lui Marius Stan.

## Activitate
- Nicolina Iași (1978-1979)
- Politehnica Iași (1979-1980)
- FCM Galați (1980-1981)
- FCM Siderurgistul Galați (1981-1982)
- Dunărea CSU Galați (1982-1985)
- Oțelul Galați (1985-1992)
- Ceahlăul Piatra Neamț (1992-1993)